# Alex von Falkenhausen Motorenbau
Alex von Falkenhausen Motorenbau  (AFM) és un constructor alemany de cotxes que va arribar a construir monoplaces per disputar curses a la Fórmula 1.

## Història
Alex von Falkenhausen Motorenbau va ser fundada l'any 1930 per Alex von Falkenhausen a Múnic, Alemanya.
Després de la II Guerra Mundial van produir monoplaces competitius basats en el BMW 328, gran dominador de les curses entre guerres, i de la mà de Hans Stuck van començar a competir a nivell internacional.

## A la F1
Van competir al campionat del món de la Fórmula 1 al llarg de les temporades temporada 1952 i 1953, debutant en el GP de Suïssa.
Va haver-hi presència de cotxes Frazer-Nash en un total de 4 curses de la F1,no aconseguint cap punt pel campionat.

### Resultats a la Fórmula 1
| Any  | Pilot                                                        | 1       | 2   | 3   | 4   | 5   | 6                | 7       | 8   | 9      | Posició | Punts |
| ---- | ------------------------------------------------------------ | ------- | --- | --- | --- | --- | ---------------- | ------- | --- | ------ | ------- | ----- |
| 1952 | Hans Stuck                                                   | SUI Ret |     |     |     |     |                  |         |     |        | -       | 0     |
| 1952 | Willi Heeks, Helmut Niedermayr, Ludwig Fischer, Willi Krakau |         | 500 | BEL | FRA | GBR | ALE Ret, 9, *, * | HOL     | ITA |        |         |       |
| 1953 | Hans Stuck                                                   | ARG     | 500 | HOL | BEL | FRA | GBR              | ALE Ret | SUI | ITA 14 | -       | 0     |
| 1953 | Theo Fitzau, Günther Bechem                                  |         |     |     |     |     |                  | ALE Ret |     |        |         |       |